# Col de Vars
Col de Vars – wysokogórska przełęcz położona na wysokości 2109 m n.p.m. (czasami również 2111 m n.p.m.) w grupie górskiej Parpaillon w Alpach Kotyjskich we Francji.
Od strony wschodniej przełęcz ogranicza szczyt Tête de Paneyron (2787 m n.p.m.), natomiast od strony zachodniej skalisty Crévoux Pic (2837 m n.p.m.). W kierunku południowo-wschodnim spod przełęczy spływa potok Rieou Monnial, prawobrzeżny dopływ Ubaye, natomiast w kierunku północnym - Torrent de Chagne, lewobrzeżny dopływ rzeczki Guil, z którą wkrótce wpada do rzeki Durance.
Przełęcz łączy dolinę Ubaye na południu z regionem Haute Embrunais na północy. Jednocześnie łączy departament Alpy Wysokie z departamentem Alpy Górnej Prowansji. Przechodzi przez nią droga D 902 z Saint-Paul-sur-Ubaye na południowym wschodzie do Guillestre na północnym zachodzie (otwarta dla ruchu od maja do października). Po stronie doliny Ubaye droga wspina się licznymi zakosami stokami Tête de Paneyron ponad wąską dolinką Rieou Monnial (nachylenie do 11%), natomiast po stronie północnej (Haute Embrunais) opada łagodniej szeroką doliną Torrent de Chagne (nachylenie do 8%). Droga, jako element strategicznego zabezpieczenia granicy francusko-włoskiej, została zbudowana w 1893 r. przez wojsko z inicjatywy generała H. Berga, dowódcy 14 Korpusu w Lyonie.
Na przełęczy wznosi się kapliczka pod wezwaniem św. Marii Magdaleny. Niespełna 2,5 km na północ od siodła przełęczy, przy drodze, wznosi się budynek jednego z tzw. schronisk Napoleona (fr. refuge Napoléon), wzniesiony w 1858 r. Tu również, na wysokości ok. 2000 m n.p.m., wytyczone jest wysokogórskie lądowisko dla lekkich samolotów (altiport).
Trasa Tour de France wiodła przez przełęcz 33 razy (stan na 2007).

## Linki zewnętrzne

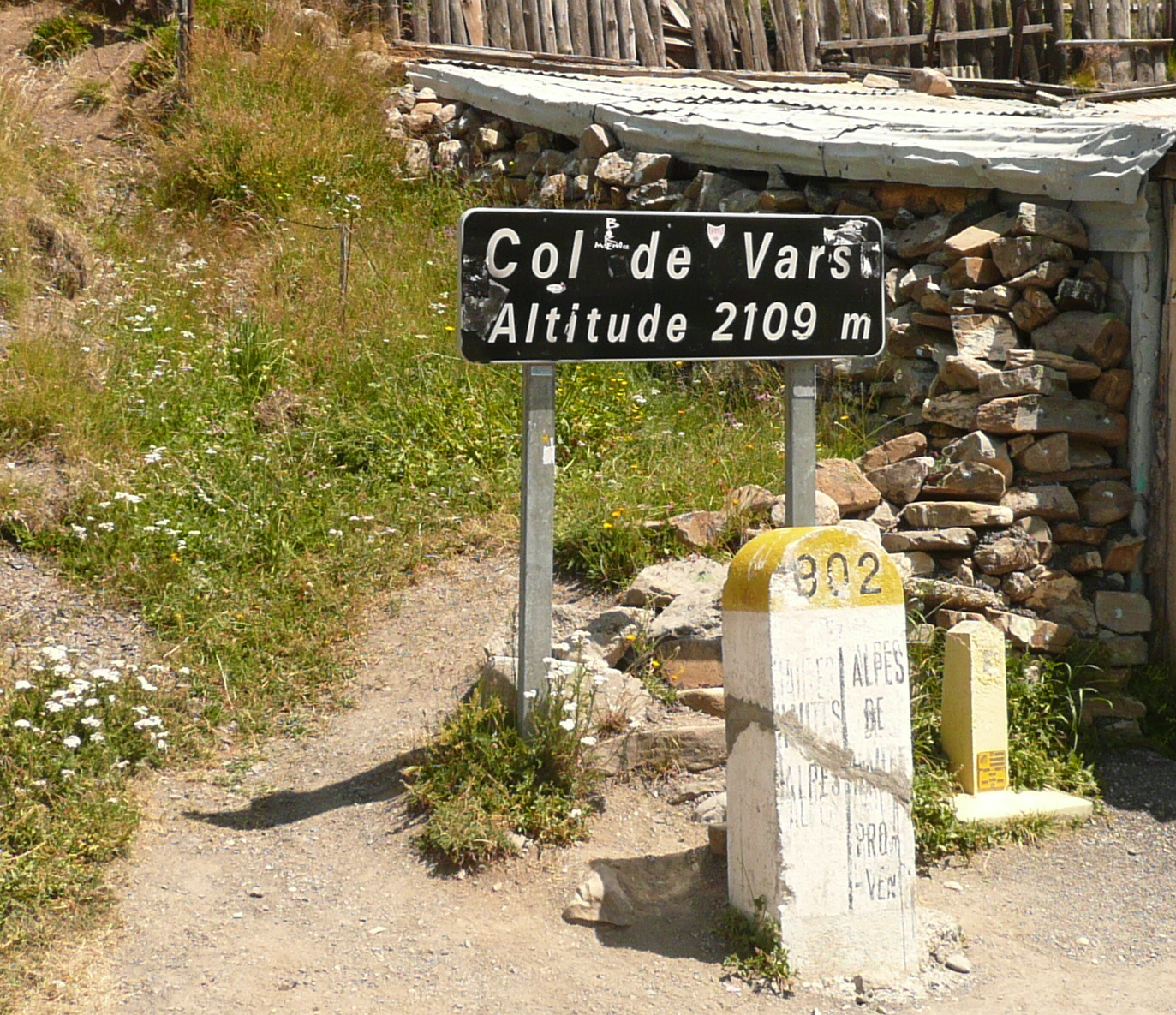
Znak informacyjny na przełęczy